# サトゥルナリア

ヒト、ネコとの比較

サトゥルナリアは、竜盤目原竜脚下目グアイバサウルス科に属する、最も原始的な竜脚形類の雑食恐竜である。名前は、サートゥルヌス神を祝うローマの祭り（サートゥルナーリア祭）に因み命名された。グアイバサウルス同様、分類は何度か変わっているが、現在は原竜脚下目グアイバサウルス科となっている。

## 概要
サトゥルナリアの化石が発見されたのは、丁度祭りの期間であった。その為、サートゥルヌス神を祝うローマの祭りの名に因んで「サトゥルナリア」と命名された。化石は3体分の部分骨格が発見されている。大きさは約1.5ｍで、後期三畳紀のブラジルに生息していた。骨が華奢であり、恐らく体はほっそりしていたと考えられている。